# Ittostira
Ittostira är ett släkte av skalbaggar. Ittostira ingår i familjen vivlar.

## Dottertaxa tillIttostira, i alfabetisk ordning[1]
- Ittostira bipunctata
- Ittostira brevicornis
- Ittostira ceramensis
- Ittostira costulata
- Ittostira dispersa
- Ittostira elaphorae
- Ittostira elaporae
- Ittostira elongata
- Ittostira exophthalma
- Ittostira gibbosa
- Ittostira glauca
- Ittostira leucogenis
- Ittostira makalehiensis
- Ittostira mitis
- Ittostira moluccana
- Ittostira nasalis
- Ittostira naso
- Ittostira ocularis
- Ittostira papuana
- Ittostira punctata
- Ittostira rhinotmetes
- Ittostira seriespreta
- Ittostira simia
- Ittostira spinosipes
- Ittostira subbifasciata
- Ittostira transtrata
- Ittostira variabilis